# どーにゃつ
『どーにゃつ』は、コザキユースケによる日本の漫画作品。『ヤングガンガン』（スクウェア・エニックス）にて2012年1号より連載。

## 概要
何らかの理由で廃墟と化した東京都新宿を舞台に、ドーナツ（リングドーナツ）のような身体を持つネコもしくはそれに似た生き物「どーにゃつ」と、同様に食品のような胴体を持つ動物の姿をした仲間たちの冒険を描く「異色ハードSFロマン」。髑髏の転がる破壊された街並みを背景に、真横から見ると食品に見える身体を持ち言葉を交わす仲間たちのゆるい生活を描く。ヤングガンガン公式サイト作品紹介ページにて、第1話を試読できる。
単行本第1巻発売を機に、フィギュアやアニメグッズの製造・販売をするアルジャーノン・プロジェクトから「おかしなフィギュア どーにゃつ」「おかしなストラップ どーにゃつ」、アニメイトオンラインショップから「クリアファイル」「マグカップ」「ラバーストラップ」といった商品展開も開始された。
2013年6月1日より、全国劇場にて約2分間のショートムービーが公開された。

### 「コミPo!」とのコラボレーション
2012年2月3日から同年3月1日にかけて、同人漫画などを扱うダウンロード販売サイト「COMEE」と漫画作成ソフト「コミPo!」とのコラボレーションとして、どーにゃつ・ベーガルのキャラクター素材を収録した特別仕様の「コミPo!」を使った企画「どーにゃつマンガコンテスト」が実施された。この際に配布された限定仕様「コミPo!」は単行本第1巻発売に伴って2012年8月よりヤングガンガン特設サイトにて再配布が開始され、同ソフトの無料体験版と同様、どーにゃつ達の素材を使ったマンガを作ってブログやTwitterなどで発表できる（但し、商用利用は不可）。

## あらすじ
※以下は単行本第1巻収録分（第13話まで）のあらすじ。
21世紀の新宿。荒れ果てた通りに髑髏の転がる街で、主人公は「ベーガル」と名乗る奇妙な姿をしたネコと出会う。自分の名前を思い出せない主人公に、ベーガルは「どーにゃつ」と名づけた。輪のような彼の胴体を面白がるどーにゃつだが、ガラスに映った自分の姿もドーナツのようだった。互いにあるとき目覚めたらそこに居て断片的な記憶しか無い2人!? は一緒に町を探索するが、どーにゃつがブタのような影を見かけ何者かの糞を見つけただけで、そこに住むはずの人間はこつ然と姿を消していた。寝場所を求めてさ迷う2人はやがて「王様ビル」という城のような建物にたどり着くが、中でどーにゃつ達を待っていたのは彼らを食べようとするネズミの集団だった。ネズミたちの追っ手からどうにか逃れた彼らは、「バームクーガー」と名乗るどーにゃつらと同様の姿をしたネコと出遭う。自宅でパソコンなどを使って情報収集をしているバームによると、この世界では3年ほど前から生きている人間の痕跡が無いという。住処の無いどーにゃつとベーガルはバームと共同生活を始め、程なくして図々しくて力持ちの「クマカロン」や高飛車な女の子「ローニャ」を仲間に加え生活を共にし始めた。そんなある日、クマカロンとゴミ捨てに行った先でかつてのネズミ集団「マチュマロ」に襲われたどーにゃつは、1人はぐれてネズミにやられそうになった瞬間、不思議な空間に迷い込んだ。そこには自分そっくりのネコが居たが、巨大な手のひらに乗って乱入してきたブタによってどーにゃつは元の世界に連れ戻された。仲間たちと無事に再会した彼が見たものは、建物に寄りかかる巨大な人型のロボットだった。

## 登場キャラクター
※以下は単行本第4巻収録分（第50まで）に登場したキャラクター及びその情報である。なお、この作品のキャラクターは「食品の身体を持った動物」と「食品のような身体を持った動物に似た生き物」と2通りの説明がされるが、この節では前者に従う。
どーにゃつ
声 - 田村ゆかり
チョコがけドーナツの身体を持つネコ。薄茶色の身体の額と尻尾に茶色の縞模様があり、背中の後ろ側にはチョコレートがかかったような模様がある。おっとりして気が弱く、頭も弱いが、基本的に礼儀正しい。しばしば嘔吐する。異世界で出会ったしげるに執着されている。
ベーガル
声 - 藤原啓治
ベーグルの身体を持つネコ。体色は網がけ単色のスクリーントーン（「コミPo!」素材ではこげ茶色）で示され、目尻の上がった目を持つ。第1話でどーにゃつと最初に出会い、その彼や後のクマカロン、ロボ崎などにも名前を着けた。気の強い性格だが、面倒見が良い。
キャラクター原案は濱元隆輔。
バームクーガー / バーム
声 - 間島淳司
バームクーヘンの身体を持つネコ。第3話でマチュマロに追われたどーにゃつ等を救い、彼らと同居を始めた。ジャンクなどから太陽光発電で駆動するコンピュータシステムを自作し、パラボラアンテナで人工衛星と交信を試みるなど、知識・技術ともに多方面に及ぶブレーンキャラ。機械類以外にも様々な知識や雑学に精通する。持ち前の知能で人間が居なくなった謎を探る。自身は「クーガー」と呼ばれたいが、皆からは「バーム」と呼ばれる。またローニャからはオタクだと思われているため「パソオタ」というあだ名をつけられる。
キャラクター原案は三輪士郎。
クマカロン
声 - 林沙織
マカロンの身体を持つクマ。どーにゃつ等より少し大きな体格で、力持ち。図々しいが悪気はなく、基本的にのんびりした性格。丁寧語で喋る。第6話でベーガル等と出遭い、生活を共にし始めた。
ローニャ
声 - 椎名ひかり
ロールケーキの身体を持つネコ。ワガママでキツイ性格をしているが、根は繊細で優しい女の子。名前は自身の姿をたまたま見つけたガラスで確認し自ら命名した。第8話でどーにゃつ達と出会い、生活を共にし始めた。第10話以降、どーにゃつに勧められたリボンを左耳に着けている。
コロッケン
声 - 松山鷹志
コロッケの身体を持つイヌ。名前はメンチワワが付けた。ベーガルと似たような性格をしており、気は強く粗暴だが、困った者は放って置けない性分で気前がいい。また硬派を気取っている。食材に詳しく、料理が得意。どーにゃつ達より後に目を覚まし、出会ったメンチワワと行動をともにする。ビッグス&ウェッジからの情報でどーにゃつ達と出会い、生活を共にし始めた。
メンチワワ
声 - コザキユースケ
メンチカツの身体を持つチワワ。小声で喋る。両目は衝動を受けると取れてしまう。コロッケンと出会って、彼と行動をともにする。ビッグス&ウェッジからの情報でどーにゃつ達と出会い、生活を共にし始めた。第29話にて、実は女の子であることがローニャによって明かされた。
もるどーにゃつ
カビの生えたドーナツの身体を持つネコ。命名者はベーガルで、カビ（Mold）が生えたドーナツであることが由来。どーにゃつからの愛称は「もるさん」。陰気な性格で、ぼそぼそとしか喋らない。よく咳払いしており、怒った時は「感染（うつ）す」と脅迫する。しかし非情というわけではなく、どーにゃつ達の交流に参加することもある。第25話にて、メンチワワとコロッケンの救出の際に落下したどーにゃつを救うためマットを設置した。二度目の敵の襲来が起きた際、どーにゃつを拉致しようとしたしげるへの妨害を行った。
デザインの原案は榎本エイジがうろ覚えで描いたどーにゃつのラフ絵。
ロボ崎
声 - 福山潤
座った状態で6階建ビルを上回る巨体を持つ人型のロボット。型式名は「G・Z・9258・YC・6324A12・F・O・TYPE・105」というが、あまりに長すぎることからどーにゃつの頼みを受けたベーガルが「ロボ崎」と命名した。腕にエネルギーシールドおよびエネルギーブレード（ロボ崎ブレード）発振装置がついており、巨大侵略者ロボットの攻撃をシールドで防ぎ、ブレードで一撃で破壊する威力がある。低エネルギーモードになると、知能を低下する。異空間に迷い込んだどーにゃつを、ちくわぶたと共に救い出した。敵との一回目の戦いで左腕、二回目の戦いで左足を破損した。どーにゃつ達の正体に関し隠し事をしている節を見せ、しげるを「敵性因子」と称していることから、真実を知っている模様。
デザイン監修はコヤマシゲト。
ちくわぶた
ちくわぶの身体を持つブタ。人の言葉を発音できない。基本的に単独行動している。物語に時々登場し、初対面時は異空間へ迷い込んだどーにゃつをロボ崎と共に救い出した。その後、ロボ崎から侵略者ロボット襲来をどーにゃつたちに伝言するよう頼まれ、彼らのもとに向かった。
キャラクター原案は宮下裕樹。
ウシフォン
シフォンケーキの体をした乳牛。自称「牛乳の女神」。自分の身体から絞るとジャージー乳が出る。第34話に登場し、どーにゃつ達と共に暮らすようになる。
デザインは作者のコザキ自身が担当している。
まっちゃん
声 - 鈴木達央
38話より登場。ただし、それ以前にアニメ版で先行登場している（設定は異なる）。抹茶ドーナツの体を持つネコ。額に「M」のマークがついている。関西弁で喋る。
マルモチーター
丸餅の身体を持つチーター。普段は不愛想だが、誠実な性格。まっちゃんと行動を共にしている。
デザインは作者の妹である漫画家のこざき亜衣。
フエラムネコ
リング状のラムネ菓子の身体を持つネコ。非常に臆病。
デザインはコヤマシゲト。
マチュマロ
声 - 白川愛実
二足歩行をしてフォークを武器として使うネズミの集団。歌舞伎町の廃ビル「王様ビル」を拠点に、「将軍」の指揮の下、軍隊のように統制され、どーにゃつ等を捕食しようと狙う。
将軍
声 - 松山鷹志
帽子と眼帯を着けたマチュマロのリーダー。鬼軍曹らしく極めて厳格な性格。
ビッグス&ウェッジ
声 - 松岡禎丞、島﨑信長
つまみ喰いの罪からマチュマロ集団から追放された二匹。両者とも意地っ張りだが気の弱い性格で、ローニャやコロッケン、クマカロンからどやされている。そのためどーにゃつ達からは無害だと認識されている。
しげる
どーにゃつのカラーを反転させたような風貌のネコ。次元移動する能力を持つ。どーにゃつが異世界に迷い込んだ時に対面した後、ある目的でどーにゃつがいる世界に移動。どーにゃつ達と接触した際に資本主義を説いている。二度目の敵の襲来が起きた際、どーにゃつを拉致するが、もるどーにゃつの妨害に遭う。

## 世界観
舞台背景
この物語の舞台は「20XX年の新宿」と設定される。但し現実のそこと違い、建物は荒れ果て破壊され、道端には人間の白骨死体が転がる廃都と化している。バームによれば人間に関する記録は3年前で途絶え、彼らがなぜ居なくなったのかは不明。第1話冒頭では地球の軌道上で破壊された人工衛星が描写され、コンピュータネットワークを使うバームも人間を見つけられない点から、これは新宿に限った現象ではない模様である。
どーにゃつ達
どーにゃつなど食品のような胴体を持つ生き物たちは、概ね「目覚めて気づいたら『この世界』に居た」者たちである。彼らは本来の自分の名前さえ覚えていないが、世界について断片的な記憶は残っている。いずれも動物のような姿をしているが、言葉による意思疎通ができ傷を受けても出血せず強力な回復能力を持つなど、謎もある。

## 単行本
- コザキユースケ『どーにゃつ』スクウェア・エニックス<ヤングガンガンコミックスSUPER>、既刊5巻
  1. 2012年8月25日初版発行（2012年8月25日発売[8]） ISBN 978-4-7575-3707-1
  2. 2013年2月25日初版発行（2013年2月25日発売） ISBN 978-4-7575-3891-7
  3. 2013年8月24日初版発行（2013年8月24日発売） ISBN 978-4-7575-4050-7
  4. 2014年5月24日初版発行（2014年5月24日発売） ISBN 978-4-7575-4324-9
  5. 2015年4月25日初版発行（2015年4月25日発売） ISBN 978-4-7575-4624-0

## 劇場アニメ
2013年6月1日より新宿バルト9他、ティ・ジョイ系列の全国劇場にて約2分のショートムービーを上映。2014年5月1日にかけて全12話が公開された。2013年7月からはYouTubeやニコニコチャンネルにおいてネット配信されている。原作を比較的忠実に再現しているが、キャラクター設定が異なっている。

### スタッフ
- 原作 - コザキユースケ（掲載「ヤングガンガン」スクウェア・エニックス刊）
- 監督・脚本 - まんきゅう
- アニメーション制作 - ギャザリング
- 製作 - どーにゃつ製作委員会

### 主題歌
「とろあまちゅ」
椎名ぴかりん（椎名ひかり）による第1 - 7輪エンディングテーマ。作詞は八王子P・椎名ぴかりん、作曲は齋藤真也、編曲は八王子P・齋藤真也。
「NOVAレボリューション」
StylipSによる第8 - 12輪エンディングテーマ。作詞はこだまさおり、作曲・編曲は増谷賢。

### 各話リスト
| 話数                   | サブタイトル           | 上映日        | 配信日         |
| ---------------------- | ---------------------- | ------------- | -------------- |
| 第1輪                  | キャッチボール         | 2013年 6月1日 | 2013年 7月1日  |
| 第2輪                  | スーパー松崎ブラザーズ | 7月1日        | 8月1日         |
| 第3輪                  | 腹痛                   | 8月1日        | 8月30日        |
| 第4輪                  | かゆい                 | 9月1日        | 10月1日        |
| 第5輪                  | 古今東西ゲーム         | 10月1日       | 11月1日        |
| 第6輪                  | ロボ崎さんとあそぼう   | 11月1日       | 12月1日        |
| 第7輪                  | プラネタリウム         | 12月1日       | 12月27日       |
| 第8輪                  | 天敵                   | 2014年 1月1日 | 2014年 1月31日 |
| 第9輪                  | 名ゼリフ               | 2月1日        | 2月28日        |
| 第10輪                 | ビッグス&ウェッジ      | 3月1日        | 3月31日        |
| 第11輪                 | べた褒め屋             | 4月1日        | 4月30日        |
| 第12輪                 | ヒーローごっこ         | 5月1日        | 5月30日        |
| DVD映像特典 （静止画） | ボクの1日              |               |                |